# Johnny « Hammond » Smith
Pour les articles homonymes, voir Johnny Smith (homonymie), John Smith et Smith.
Johnny « Hammond » Smith ou Johnny Hammond, de son vrai nom John Robert Smith, (16 décembre 1933 à Louisville - 4 juin 1997 à Victorville) est un organiste de jazz, plus précisément de soul jazz et hard bop. Il était un joueur reconnu d'Hammond B-3, d'où provient son surnom « Hammond » et était souvent confondu avec le guitariste jazz Johnny Smith et l'organiste Jimmy Smith.

## Biographie
Avant de former son propre groupe, Johnny Hammond joua tout d'abord avec Paul Williams et Chris Columbo. Les différents groupes qu'il monta firent connaître Etta Jones, Byrdie Green, les saxophonistes Houston Person, Earl Edwards, les guitaristes Eddie McFadden, Floyd Smith, James Clark, le joueur de vibraphone Freddie McCoy. Sa carrière prit fin alors qu'il accompagnait à l'orgue la chanteuse Nancy Wilson. Il avait écrit la chanson Quiet Fire pour son album Nancy Now sorti en 1988.
Après avoir, durant les années 60, sortit une série d'albums sous Prestige Records, il signa pour le label soul/R&B Kudu appartenant au label de Creed Taylor, CTI Records, en 1971. Son premier album pour Taylor, Break Out, fut choisi cette année-là pour lancer Kudu. Il poursuivit avec 3 albums pour Kudu, en faisant référence à lui comme Johnny Hammond, enlevant le Smith de son nom.
Son style devint de plus en plus funk, jusqu'à ses deux albums les plus connus, avec les Mizell Brothers, Gambler's Life (1974), et en 1975 Gears après avoir changé pour un autre label, Milestone Records. Il commença à utiliser des pianos acoustiques et électriques dans Gambler's Life, en plus de son instrument de prédilection.
Johnny Hammond enseigna à partir de janvier 1987 dans le département musique de l'Université d'État Polytechnique de Californie à Pomona. Il est mort d'un cancer le 4 juin 1997.

## Discographie
- Have you heard (1959) Arrow
- Imagination (1959) Warwick
- All Soul (1959) New Jazz
- That Good Feelin' (1959) New Jazz
- Gettin' the Message (1960) Prestige
- Talk That Talk (1960) New Jazz
- Stimulation (1961) Prestige
- Opus De Funk (1961) Prestige
- Johnny Hammond Cooks with Gator Tail (1962) Prestige
- Look Out! (1962) New Jazz
- Black Coffee (1963) Riverside Records
- Mr. Wonderful (1963) Riverside
- A Little Taste (1963) Riverside
- Open House (1963) Riverside
- The Stinger   , Prestige  (1965)
- The Stinger Meets the Golden Thrush   , Prestige  (1966)
- Love Potion #9   , Prestige  (1966)
- Ebb Tide   , Prestige  (1967)
- Gettin' Up   , Prestige  (1967)
- Soul Flowers   , Prestige  (1967)
- Dirty Grape   , Prestige  (1968)
- Nasty   , Prestige  (1968)
- Black Feeling!   , Prestige  (1969)
- Soul Talk   , Prestige  (1969)
- Here It Is   , Prestige  (1970)
- The Best of Johnny Hammond Smith   , Prestige  (1970)
- The Best of Johnny Hammond Smith For Lovers   , Prestige  (1970)
- Breakout   , Kudu  (1971)
- I'll Be There   , Prestige  (1971)
- What's Going On  , Prestige  (1971)
- Wild Horses Rock Steady  , Kudu  (1971)
- The Prophet   , Kudu  (1972)
- Higher Ground  , Kudu  (1973)
- Gambler's Life   , Salvation  (1974)
- Gears   , Milestone  (1975)
- Forever Taurus   , Milestone  (1976)
- Storm Warning   , Milestone  (1977)
- Don't Let the System Get to You   , Milestone  (1978)